# Ургун (озеро)
Ургун (баш. Өргөн, возможно, от монг. өргөн`широкий`. Ср. с башкир. иркен, в том же значении) — озеро в Башкортостане, в Учалинском районе. Озеро Ургун и Ургунский бор — памятник природы (с 1965 года). Площадь охраняемой зоны — 3398,0 га.
На берегу озера расположены деревня Ургуново и село Учалы, а также база отдыха «Туристический комплекс „Ургун“».
Объекты охраны:
1. Одно из крупнейших озёр РБ, имеющий важное экологическое, хозяйственное и научное значение. Относится к Учалинской группе озёр. Как и остальные зауральские озера происхождение тектонического и находится в зауральском прогибе, тянущемуся в вдоль всего восточного склона Южного Урала.
2. Типичные и эталонные типы растительности для башкирского Зауралья(светлохвойные леса, каменистые степи, болота и др.).
3. Редкие виды животных (турпан обыкновенный, чернозобая европейская гагара и др.) и растений (неоттианта клобучковая, минуарция Гельма, м. Крашенинникова, пырей отогнутоостый, володушка многожильчатая и др.).[5]

Назначение ООПТ:
1. Охрана и рациональное использование природных комплексов.
2. Охрана биоразнообразия.
3. Рекреационное использование.
4. Охрана генофонда сосновых и лиственничных лесов.[5]

В озере водятся рыбы лещ, судак, щука, плотва, окунь, уклея, ерш, красноперка, налим, густера и раки. Запасы рыбы пригодны для промышленного рыболовства.